# دیک بیلیس
دیک بیلیس (انگلیسی: Dick Bayliss؛ ۲۸ آوریل ۱۸۹۹ – ۵ آوریل ۱۹۴۷) بازیکن فوتبال، و سرمربی (فوتبال) اهل بریتانیا بود.